# Olga Vasdeki
Olga Vasdeki (in greco Όλγα Βασδέκη?; Volo, 26 settembre 1973) è un'ex triplista greca.

## Palmarès

### Mondiali
- 1 medaglia:
  - 1 bronzo (Siviglia 1999)

### Europei
- 1 medaglia:
  - 1 oro (Budapest 1998)

### Europei indoor
- 1 medaglia:
  - 1 bronzo (Stoccolma 1996)

### World Cup
- 1 medaglia:
  - 1 oro (Johannesburg 1998)

### Giochi del Mediterraneo
- 1 medaglia:
  - 1 oro (Bari 1997)